# Primera categoria del Campionat de Catalunya de futbol 1910-1911
Resultats de la lliga de Primera categoria del Campionat de Catalunya de futbol 1910-1911.

## Sistema de competició
La categoria de sèniors seguia creixent i aquest any es jugaren en paral·lel quatre campionats, corresponents a tants altres bàndols. Per al de primers, del qual tracta aquest article, s'inscrigueren 5 equips: Foot-ball Club Barcelona, Català Sport Club, Universitary Sport Club, Foot-ball Club Espanya i Club Deportiu Espanyol, segons els noms de l'època. El Barcelona conquerí el tercer títol consecutiu, sisè en el seu palmarès.

## Classificació
| Pos | Equip            | PJ | PG | PE | PP | GF | GC | DG  | Pts | Classificació |     | Futbol Club Barcelona | Català Futbol Club | Universitary Sport Club | Futbol Club Espanya | Club Deportiu Espanyol |
| --- | ---------------- | -- | -- | -- | -- | -- | -- | --- | --- | ------------- | --- | --------------------- | ------------------ | ----------------------- | ------------------- | ---------------------- |
| 1   | FC Barcelona (C) | 8  | 8  | 0  | 0  | 30 | 10 | +20 | 16  | Campió        |     | —                     | 2–1                | 4–3                     | 6–0                 | 3–1                    |
| 2   | Català SC        | 8  | 4  | 1  | 3  | 17 | 20 | −3  | 9   |               |     | 1–3                   | —                  | 3–3                     | 5–1                 | 2–1                    |
| 3   | Universitary SC  | 8  | 2  | 2  | 4  | 11 | 20 | −9  | 6   |               | 0–4 | 1–2                   | —                  | 0–0                     | 1–5                 |                        |
| 4   | FC Espanya       | 8  | 2  | 1  | 5  | 7  | 21 | −14 | 5   |               | 2–4 | 1–3                   | 2–3                | —                       | c/p                 |                        |
| 5   | Club Espanyol    | 8  | 2  | 0  | 6  | 17 | 11 | +6  | 4   |               | 2–4 | 8–0                   | c/p                | 0–1                     | —                   |                        |

## Resultats
| Jornada | Data             | Local        |   | Visitant     |       | Resultat |       |
| ------- | ---------------- | ------------ | - | ------------ | ----- | -------- | ----- |
| 1       | 11 desembre 1910 | Barcelona    | - | Universitary | 4     | -        | 3     |
| 1       | 11 desembre 1910 | Espanyol     | - | Espanya      | 0     | -        | 1     |
| 2       | 18 desembre 1910 | Català       | - | Universitary | 3     | -        | 3     |
| 2       | 18 desembre 1910 | Espanyol     | - | Barcelona    | 2     | -        | 4     |
| 3       | 8 gener 1911     | Espanya      | - | Barcelona    | 2     | -        | 4     |
| 3       | 8 gener 1911     | Català       | - | Espanyol     | 2     | -        | 1     |
| 4       | 15 gener 1911    | Universitary | - | Espanyol     | 1     | -        | 5     |
| 4       | 29 gener 1911    | Espanya      | - | Català       | 1     | -        | 3     |
| 5       | 22 gener 1911    | Català       | - | Barcelona    | 1     | -        | 3     |
| 5       | 22 gener 1911    | Universitary | - | Espanya      | 0     | -        | 0     |
| 6       | 5 febrer 1911    | Universitary | - | Barcelona    | 0     | -        | 4     |
| 6       | 5 febrer 1911    | Espanya      | - | Espanyol     | (c/p) | (c/p)    | (c/p) |
| 7       | 19 febrer 1911   | Barcelona    | - | Espanya      | 6     | -        | 0     |
| 7       | 19 febrer 1911   | Espanyol     | - | Català       | 8     | -        | 0     |
| 8       | 12 març 1911     | Barcelona    | - | Espanyol     | 3     | -        | 1     |
| 8       | 19 març 1911     | Universitary | - | Català       | 1     | -        | 2     |
| 9       | 30 abril 1911    | Barcelona    | - | Català       | 2     | -        | 1     |
| 9       | 4 juny 1911      | Espanya      | - | Universitary | 2     | -        | 3     |
| 10      | 7 maig 1911      | Català       | - | Espanya      | 5     | -        | 1     |
| 10      | 14 maig 1911     | Espanyol     | - | Universitary | (c/p) | (c/p)    | (c/p) |
|         |                  |              |   |              |       |          |       |

Notes
- Jornada 4: el partit Espanya-Català s'ajornà al dia 29 pel mal estat del terreny de joc, que acabà amb victòria del Català per 3 a 1.[4]
- Jornada 6: l'Espanyol es retirà del partit i els punts foren assignats a l'Espanya.[5]
- Jornada 10: l'Espanyol cedí els punts.[6]

## Golejadors
| Gols |                  |                 |  |
| ---- | ---------------- | --------------- |  |
| 12   | George Pattullo  | FC Barcelona    |  |
| 7    | Emili Sampere    | CD Espanyol     |  |
| 6    | Percival Wallace | FC Barcelona    |  |
| 5    | Charles Wallace  | FC Barcelona    |  |
| 4    | Josep Torrents   | Universitary SC |  |
| 4    | H. Casellas      | Català SC       |  |
| 3    | Carles Comamala  | FC Barcelona    |  |
| 3    | A. Casellas      | Català SC       |  |
| 3    | Alfred Massana   | CD Espanyol     |  |
| 2    | Rodríguez        | CD Espanyol     |  |
| 1    | P. Salvo         | Català SC       |  |
| 1    | Codina           | Universitary SC |  |
| 1    | J. Roteta        | Universitary SC |  |
| 1    | Baró             | FC Espanya      |  |
| 1    | Alzugaray        | Universitary SC |  |
| 1    | Doval            | FC Espanya      |  |
| 1    | Enric Peris      | FC Barcelona    |  |
| 1    | Puig             | Català SC       |  |
| 1    | Romà Forns       | FC Barcelona    |  |
| 1    | Camilo Balat     | Català SC       |  |
| 1    | Barenys          | Universitary SC |  |
|      |                  |                 |  |

Nota
- No hi ha dades de 3 gols marcats pel Barcelona.
- No hi ha dades de 7 gols marcats pel Català.
- No hi ha dades de 4 gols marcats per l'Universitary.
- No hi ha dades de 4 gols marcats per l'Espanya.